# Xanthorhoe continuata
Xanthorhoe continuata là một loài bướm đêm trong họ Geometridae.